# Liste der denkmalgeschützten Objekte in Sallingberg
Die Liste der denkmalgeschützten Objekte in Sallingberg enthält die 11 denkmalgeschützten, unbeweglichen Objekte der Gemeinde Sallingberg.

## Denkmäler
| Foto |                 | Denkmal                                                                    | Standort                                         | Beschreibung | Metadaten |
| ---- | --------------- | -------------------------------------------------------------------------- | ------------------------------------------------ | --- | --- |
| ja   | Datei hochladen | Pfarrhof HERIS-ID: 49776 Objekt-ID: 53895                                  | Grainbrunn 1 Standort KG: Großnondorf            | Der Pfarrhof von Grainbrunn ist ein eingeschoßiger, breit gelagerter Bau mit Walmdach aus der Zeit um 1800. | BDA-Hist.: Q38036007 Status: § 2a Stand der BDA-Liste: 2025-06-30 Name: Pfarrhof GstNr.: .49                                                                   |
| ja   | Datei hochladen | Kath. Pfarrkirche Mariae Himmelfahrt HERIS-ID: 49777 Objekt-ID: 53896      | Standort KG: Großnondorf                         | Die im Norden von Grainbrunn gelegene Pfarrkirche Mariae Himmelfahrt ist eine schlichte, barocke Saalkirche, die 1694 bis 1696 von Bartholomäus Hochhaltinger erbaut wurde. Der Westturm wurde 1846 von Leopold Pichler errichtet. An das kurze Langhaus schließt ein niedrigerer und schmälere Chor an, der wahrscheinlich auf den Grundmauern eines gotischen Vorgängerbaus steht. Um den mit „1696 B. H. H.“ bezeichneten Chor verläuft ein geschlossener Umgang mit Pultdach, der ehemalige Speisegang. Der Bau ist mit Schindeln gedeckt. An der Nordseite ist die Sakristei angebaut. Die Kirche hat eine schlichte Fassade mit Rundbogenfenstern. Der vorgebaute Westturm von 1846 verfügt über drei Geschoße, ein lisenengegliedertes Glockengeschoß, rundbogige Schallfenster und einen Zwiebelhelm. | BDA-Hist.: Q28935401 Status: § 2a Stand der BDA-Liste: 2025-06-30 Name: Kath. Pfarrkirche Mariae Himmelfahrt GstNr.: .48 Church of the Assumption (Grainbrunn) |
| ja   | Datei hochladen | Bründlkapelle HERIS-ID: 63251 Objekt-ID: 75880                             | Grainbrunn 5, bei Standort KG: Großnondorf       | Die Bründlkapelle ist ein achteckiger Zentralbau von Bartholomäus Hochhaltinger, bezeichnet mit 1697. Ein niedriger Zubau im Norden stammt von 1717. Die Fassade ist durch Pilaster gegliedert. Zu den weiteren Merkmalen zählen das Kranzgesims, ein Rechteckportal, Rundbogenfenster und ein steiles Schindelzeltdach. Innen ruht eine Flachkuppel auf geknickten Eckpilastern. Von Anton Mayr stammen die mit 1832 bezeichneten Wandgemälde. | BDA-Hist.: Q38102736 Status: § 2a Stand der BDA-Liste: 2025-06-30 Name: Bründlkapelle GstNr.: .55 Bründlkapelle Grainbrunn                                     |
| ja   | Datei hochladen | Ortskapelle Großnondorf HERIS-ID: 63252 Objekt-ID: 75881                   | Großnondorf 55, südlich Standort KG: Großnondorf | Die Ortskapelle von Großnondorf wurde 1958 geweiht. | BDA-Hist.: Q38102744 Status: § 2a Stand der BDA-Liste: 2025-06-30 Name: Ortskapelle Großnondorf GstNr.: 121/3                                                  |
| ja   | Datei hochladen | Ortskapelle Kleinhaslau HERIS-ID: 63254 Objekt-ID: 75883                   | Kleinhaslau 18, bei Standort KG: Kleinhaslau     | Die einfache Ortskapelle in Kleinhaslau, 1851 errichtet, wurde 1951 und 1998 renoviert. Sie bietet Platz für etwa 40 Personen. Eine Glocke mit dem Bildnis der Gottesmutter Maria mit dem Kinde erhielt sie im Jahre 1880, die Messlizenz 1951. | BDA-Hist.: Q38102752 Status: § 2a Stand der BDA-Liste: 2025-06-30 Name: Ortskapelle Kleinhaslau GstNr.: .12 Ortskapelle Kleinhaslau                            |
| ja   | Datei hochladen | Ortskapelle Lugendorf HERIS-ID: 50166 Objekt-ID: 54864                     | Lugendorf 14, bei Standort KG: Lugendorf         | Die Ortskapelle am Rande des Angers von Lugendorf ist ein schlichter Bau von 1829, mit eingezogener Rundapsis und Flachbogenfenstern. Der Dachreiter wird von einem holzschindelverkleideten Zwiebelhelm bekrönt. Der Innenraum verfügt über eine Holzdecke. Zur Ausstattung zählen ein nachbarocker Holzaltar aus der Mitte des 19. Jahrhunderts, mit barocken Figuren der Maria mit Kind, flankiert vom Gottvater, dem auferstandenen Christus und Engeln. | BDA-Hist.: Q38038494 Status: § 2a Stand der BDA-Liste: 2025-06-30 Name: Ortskapelle Lugendorf GstNr.: .22                                                      |
| ja   | Datei hochladen | Ortskapelle hl. Leonhard HERIS-ID: 50240 Objekt-ID: 55033                  | Moniholz 7, bei Standort KG: Moniholz            | Die Ortskapelle hl. Leonhard in Moniholz ist ein schlichter Bau von 1777 mit eingezogener Rundapsis. Ihr Dachreiter wird von einem Spitzhelm bekrönt. Der Innenraum ist flach gedeckt. Er beherbergt ein flaches Altärchen, flankiert von barocken Engelfiguren, das im späten 17./frühen 18. Jahrhundert angefertigt wurde. Eine spätgotische Figur hl. Anna Selbdritt wurde im frühen 16. Jahrhundert angefertigt. Die Kapelle verfügt außerdem über mehrere barocke Figuren: aus dem 18. Jahrhundert Maria Immaculata, Schmerzhafte Muttergottes, Christus an der Geißelsäule und eine mit 1717 bezeichnete Figur des hl. Florian. Eine Figur des hl. Martin stammt aus dem 19. Jahrhundert. | BDA-Hist.: Q38038892 Status: § 2a Stand der BDA-Liste: 2025-06-30 Name: Ortskapelle hl. Leonhard GstNr.: .19                                                   |
| ja   | Datei hochladen | Pfarrhof HERIS-ID: 50513 Objekt-ID: 55568                                  | Marktplatz 11 Standort KG: Sallingberg           | Der Pfarrhof von Sallingberg ist ein schlichter, mehrfach umgestalteter, 1672 erweiterter Bau. Er beherbergt eine Figur der hl. Thekla aus der ersten Hälfte des 18. Jahrhunderts. | BDA-Hist.: Q38040530 Status: § 2a Stand der BDA-Liste: 2025-06-30 Name: Pfarrhof GstNr.: .20                                                                   |
| ja   | Datei hochladen | Kath. Pfarrkirche hl. Johannes der Täufer HERIS-ID: 50514 Objekt-ID: 55569 | Marktplatz 9, neben Standort KG: Sallingberg     | Die auf einer Anhöhe im Norden von Sallingberg gelegene Pfarrkirche hl. Johannes der Täufer ist eine romanische Chorturmkirche mit barockem Turmaufbau, die 1820 nach Osten erweitert wurde. Ihr viergeschoßiger Chorturm erhebt sich über einem quadratischen Unterbau. Der achteckige barocke Aufbau von 1764 verfügt über Obeliskenaufsätze, Stuckbandgliederung, abgesetzte Rundbogenfenster und einen Glockenhelm von 1766. Im Osten ist der Turm durch ein kleines romanisches Rundbogenfenster in Trichterlaibung durchbrochen und im Norden und Osten je durch barock erweitertes Rundbogenfenster von 1752. Das romanische Langhaus mit stark geböschten Mauern wurde mehrfach durch Renovierungen verändert und im Jahr 1820 um etwa sechs Meter verlängert. Es wird durch drei Strebepfeiler von 1879 gestützt. Im Süden liegt eine Vorhalle mit anschließendem, etwas niedrigerem Sakristeianbau und einer schmalen rechteckigen Seitenkapelle, die erstmals 1751/1752 erwähnt wurde. | BDA-Hist.: Q38040541 Status: § 2a Stand der BDA-Liste: 2025-06-30 Name: Kath. Pfarrkirche hl. Johannes der Täufer GstNr.: .21 Pfarrkirche Sallingberg          |
| ja   | Datei hochladen | Bildstock Gedrehtes Kreuz HERIS-ID: 63257 Objekt-ID: 75886                 | Standort KG: Sallingberg                         | Das sogenannte Gedrehte Kreuz am westlichen Ortseingang beim Friedhof ist eine spätgotische Lichtsäule mit gedrehtem Schaft, Tabernakel mit Pyramidendach und drei kielbogigen Öffnungen. Es wurde im frühen 16. Jahrhundert aufgestellt. | BDA-Hist.: Q38102768 Status: § 2a Stand der BDA-Liste: 2025-06-30 Name: Bildstock Gedrehtes Kreuz GstNr.: 59/3 Gedrehtes Kreuz Sallingberg                     |
| ja   | Datei hochladen | Bildstock Schwedenkreuz HERIS-ID: 63258 Objekt-ID: 75887                   | Standort KG: Sallingberg                         | Das Schwedenkreuz im Norden des Marktes besteht aus einem Pfeiler mit Aufsatz, Pyramidendach und Steinkreuz. Der Schaft trägt die Inschrift „B. R. M. 1648“. | BDA-Hist.: Q38102779 Status: § 2a Stand der BDA-Liste: 2025-06-30 Name: Bildstock Schwedenkreuz GstNr.: 1568/3                                                 |